# Tomáš Kraus
Pour les articles homonymes, voir Kraus.
Tomáš Kraus, né le 3 mars 1974 à Děčín, est un skieur acrobatique tchèque.
Spécialisé dans l'épreuve du skicross, il remporte quatre globes de cristal de la discipline en 2005, 2006, 2008 et 2009 et réussit à y devenir double-champion du monde en 2005 et 2007. Il a aussi participé aux Jeux olympiques en 2010 et 2014, terminant au mieux à la onzième place en 2010 à Vancouver.

## Palmarès

### Championnats du Monde
- Championnats du monde de 2005 à Ruka (Finlande) :
  -  Médaille d'or en skicross.
- Championnats du monde de 2007 à Madonna di Campiglio (Italie) :
  -  Médaille d'or en skicross.

### Coupe du monde
- 1 gros globe de cristal :
  - Vainqueur du classement général en 2006.
- 4 petits globe de cristal :
  - Vainqueur du classement skicross en 2005 et 2006, 2008 et 2009.
- 27 podiums dont 15 victoires en course (15 en skicross).

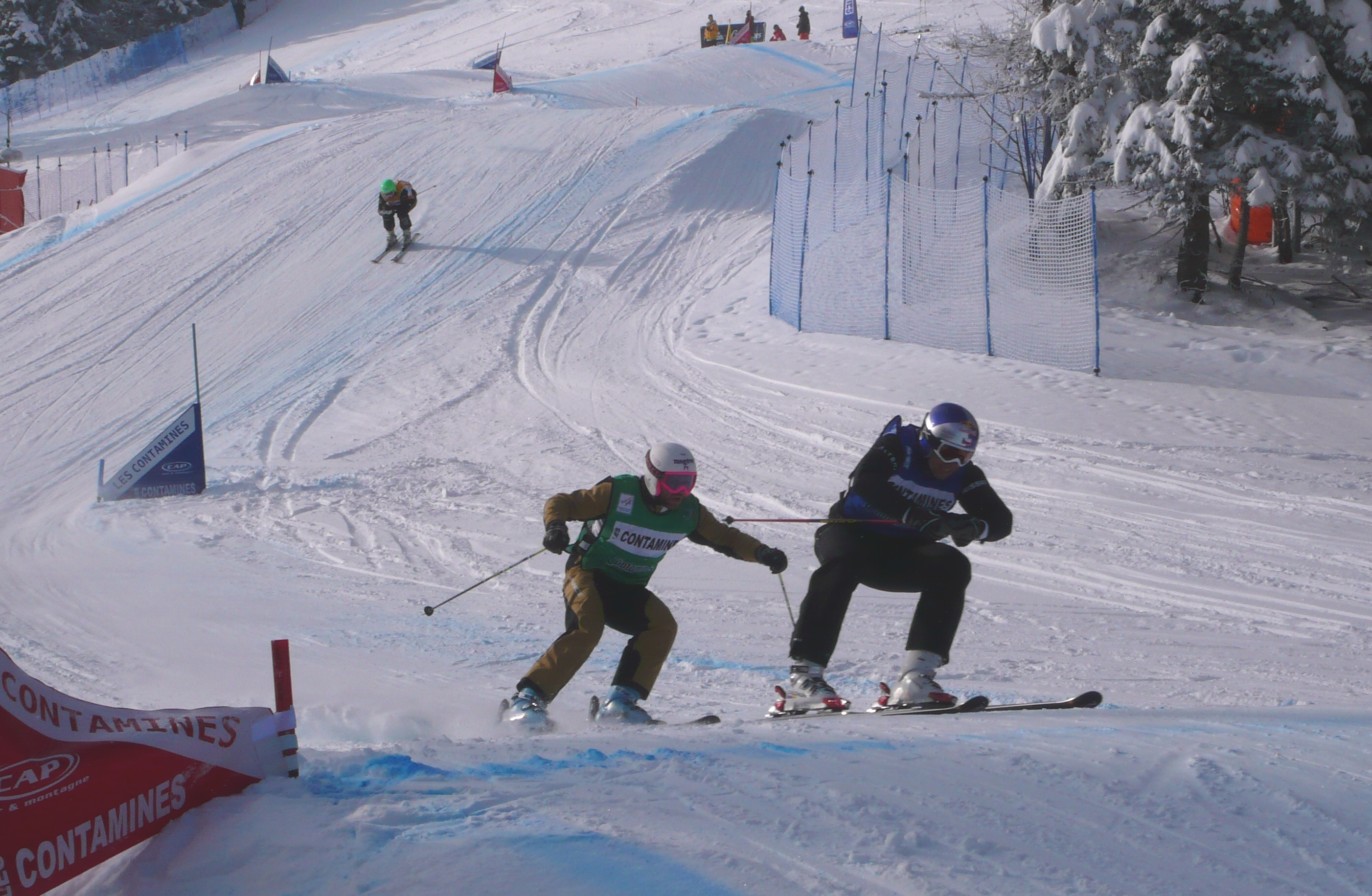
Tomáš Kraus (en bleu) en piste pour une 1re place lors de la demi-finale le 10 janvier aux Contamines, devant Kuhn.